# Wilfrid Johnson
 Wilfrid Alexander Johnson (Islington, Londres, 15 d'octubre de 1885 – Niton, Illa de Wight, 21 de juny de 1960) va ser un jugador de lacrosse anglès que va competir a principis del segle xx. El 1908 va prendre part en els Jocs Olímpics de Londres, on guanyà la medalla de plata en la competició per equips de Lacrosse, com a membre de l'equip britànic.